# Betar

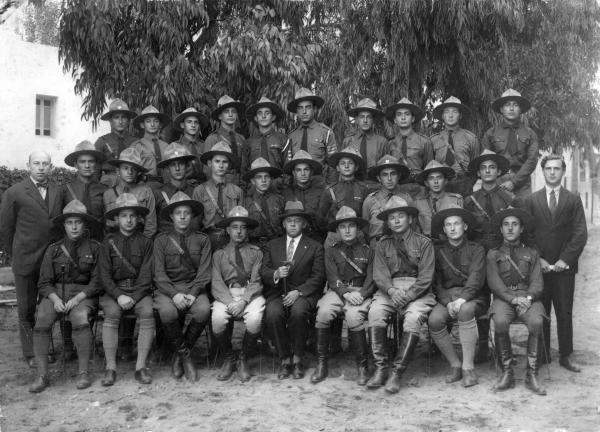
Betar-Kommandeure mit Wladimir Jabotinsky (Mitte) in Tel Aviv, Aufnahme zwischen 1926 und 1930

Betar oder auch Beitar (hebräisch בית"ר) ist eine zionistische Jugendorganisation, die im Jahr 1923 in Riga durch den revisionistischen Zionisten Ze'ev Jabotinsky gegründet wurde und als Vorläufer der israelischen Parteien Cherut und Likud betrachtet werden kann. Zudem war Betar der Name der letzten von Aufständischen gehaltenen Festung während des Bar-Kochba-Aufstandes.

## Geschichte
Der Name Betar ist ein Akronym für „Brit HaNoar HaIvri al shem Joseph Trumpeldor“ (deutsch „Hebräischer Jugendbund im Gedenken an Joseph Trumpeldor“). Joseph Trumpeldor hatte im Ersten Weltkrieg zusammen mit Jabotinsky an der Aufstellung einer jüdischen Einheit (der „Jüdischen Legion“) mitgewirkt, die als Teil der britischen Armee in der Schlacht von Gallipoli und später auch in Palästina kämpfte. Vorbild waren dabei die Polnischen Legionen, die im Ersten Weltkrieg für ein unabhängiges Polen kämpften. 1920 war er bei der Verteidigung der exponierten jüdischen Siedlung Tel Chai gegen arabische Angreifer gefallen. Anders als Trumpeldor, der einen zionistischen Sozialismus verfolgte, gehörte Jabotinsky jedoch dem revisionistischen Flügel der zionistischen Bewegung an.
Betar betrieb einen Personenkult um Jabotinsky. Ihre Hymne enthielt die Aussage: „Der Jordan hat zwei Ufer/Das eine gehört uns, das andere auch.“ 1934 gründete Betar eine Seefahrtsakademie im damals faschistischen Italien. Die Schule im Hafen von Civitavecchia stand formal unter der Leitung von Nicola Fusco, eigentlicher Schulleiter war Yirmiyahu Halperin. Ein wohlhabender Spender in Belgien stellte das erste Schulschiff zur Verfügung, die Sara 1 (Sara A). Die Ausbildungsteilnehmer kamen aus Europa, Palästina und Südafrika. Trotz Ermahnungen der mit den Faschisten sympathisierenden politischen Verantwortlichen, sich nicht zur italienischen Politik zu äußern, betätigten sich die Betar im Rahmen faschistischer Aktivitäten, so marschierten sie mit italienischen Soldaten an Aufläufen zur Feier des Abessinienkriegs mit. Im Sommer 1937 lief die Sara 1 zu ihrer ersten Fahrt von Italien nach Palästina aus, dabei lief sie auch im tunesischen La Goulette ein, das damals mehrheitlich von Süditalienern bewohnt war.
Nachdem der linke Jischuv-Politiker Chaim Arlosoroff von rechten Aktivisten ermordet worden war, kam es in Palästina vermehrt zu Zusammenstößen linker und rechter jüdischer Jugendorganisationen. Die Jewish Agency weigerte sich, den Betar Einreisepapiere für die legale Einwanderung nach Palästina auszustellen. Im April 1938 beteiligte sich der illegal eingereiste ukrainische Betar-Aktivist Shlomo Ben-Yosef bei einem Angriff auf einen Bus mit arabischen Passagieren. Auch wenn das Attentat keine Opfer zur Folge hatte, wollten die britischen Mandatsbehörden an ihm Härte zeigen und ließen ihn im Juni 1938 im Gefängnis Akkon hängen. Damit hatte Betar seinen Märtyrer. Im September 1938 fand in Warschau der Betar-Weltkongress statt. Dabei kam es zur Konfrontation zwischen Jabotinsky und dem jüngeren und gewaltbereiteren Menachem Begin, der auch gegen die Briten zuschlagen wollte. Jabotinsky entgegnete ihm, „Wenn ihr glaubt, es gebe keinen anderen Weg, als jenen, den Begin vorschlägt und ihr greift zu den Waffen, begeht ihr Selbstmord“. Indes gelang nicht allen Betar die sogenannte Alija nach Palästina. Während des Zweiten Weltkrieges gründeten Mitglieder des Betars den Żydowski Związek Wojskowy (Jüdischer Militärverband), der sich an der Verteidigung des Warschauer Ghettos beteiligte.
Im Juni 2023 wurde ein Ableger von Betar in den USA neu gegründet. Im Sommer 2024 wurde ein Ableger in Deutschland gegründet. Er entwickelt eine an jüdische Jugendliche gerichtete Präsenz im Internet.

## Bekannte Mitglieder
Die israelischen Ministerpräsidenten Menachem Begin, Jitzchak Schamir und der Vater von Ehud Olmert waren Mitglieder von Betar, ebenso der frühere Verteidigungsminister Mosche Arens. Der französische Parlamentsabgeordnete Meyer Habib war ebenfalls bei Betar aktiv. Dem französischen Wissenschaftler Frédéric Encel, der im Fachbereich Geopolitik als Buchautor zum Nahostkonflikt Prominenz erlangte, wird vorgeworfen, dass seine frühere Leitungsfunktion bei Betar seine wissenschaftliche Objektivität beeinträchtigt.

## Sportverband
Der Sportverband wurde 1924 gegründet. Die Vereine dieses Verbandes sind politisch rechts orientiert. Oft tragen sie die Bezeichnung Betar in ihrem Namen, der bekannteste ist Beitar Jerusalem. Die Sportvereine, die dem Verband HaPoel angehören, sind politisch eher links. Neben HaPoel, dem größten Sportverband in Israel, ist auch der Verband Maccabi größer als Betar.